# Oluf Borch
 "Borch" omdirigeres hertil. For andre betydninger af Borch, se Borch (flertydig).
Oluf (eller Ole) Borch (1626-90) var en dansk professor.

## Opvækst og ungdom
Borch var født 7. april 1626 i Nørre Bork i Ribe Stift, hvor hans fader, Oluf Clausen, var præst; moderen hed Margrethe Lauridsdatter. Faderen skal have været en brav mand; men da han havde pådraget sig herremanden Laurids Powisch's had, gav dette anledning til, at han 1647 mistede sit embede og måtte henleve resten af sit liv under fattige kår hos en broder, der var degn i Roskilde.
Da denne hårde skæbne ramte familien, var Borch dog for længst ude fra hjemmet. Han kom nemlig tidlig i Ribe skole, og ved sin udmærkede begavelse og store flid, gjorde han hurtig fremgang. 1644 afgik han til universitetet. Her sluttede han sig især til de berømte medicinske professorer: Ole Worm, Simon Paulli, Thomas Bartholin; thi medicinen med dens hjælpevidenskaber anatomi, botanik og kemi blev snart hans yndlingsstudium, hvormed han forbandt filologi, filosofi og poesi. Tiden begunstigede den polyhistoriske lærdom, og Borch lod ikke ret mange af de den gang tilgængelige veje til kundskab ubetrådte.
Efter at han 1649 for første gang var optrådt i litteraturen med en dissertation (De cabala characteral), hvori han imødegik adskilligt af tidens overtro, blev han 1650 hører ved Københavns (Vor Frue) Latinskole. Det var vel en beskeden stilling, men opholdet i hovedstaden frembød den fordel for ham, at han kunde fortsætte sine studier. Han afslog derfor tilbuddet om at blive rektor på Herlufsholm, men gav til gengæld 1654 den lærde verden en prøve på, hvad man kunde vente af hans omfattende filologiske studier ved sit skrift Parnassus in nuce, en lexikalsk vejledning til affattelsen af latinske vers, der jo på hin tid betragtedes som dannelsens skjønneste blomst.
1655 indkaldtes Borch til at opdrage rigshofmester Joachim Gersdorffs sønner, hvilken stilling han beklædte i fem år. I denne tid foregik svenskernes langvarige belejring af København, under hvilken Borch ved enkelte lejligheder særlig under stormen 11. februar 1659 med hæder deltog i hovedstadens forsvar. Kort efter fredens slutning beskikkedes han til professor ved universitetet med filologi som hovedfag og botanik og kemi som bifag. Samtidig tillodes det ham dog at rejse udenlands i to år for videre at uddanne sig i de nævnte fag.
Mod slutningen af 1660 begav han sig på rejsen til Holland. Universitetet i Leiden fastholdt ham i længere tid, og han trådte i det venligste forhold til de mange derværende ansete videnskabsmænd, navnlig også til sin landsmand Niels Steensen, der samtidig opholdt sig der. Medicin, kemi og naturvidenskaberne i det hele vare hans hovedstudium. I foråret 1661 døde hans store beskytter Gersdorff, hvilket gik ham nær. Dette dødsfald gav anledning til, at Gersdorffs sønner blev sendte ud til ham, for at han også i udlandet kunde fortsætte vejledningen af dem, noget, han da også, efter sin solide og pligtopfyldende karakter, gjorde med stor omhu.
Da den ham tilståede rejsetilladelse var forlænget, begav han sig 1663 fra Holland til England og der fra til Frankrig, hvor han navnlig i Paris kom i levende berøring med sin tids videnskabelige Liv. I Angers tog han 1664 den medicinske doktorgrad. Da den ene af de unge Gersdorffer 1665 var død i Paris, kaldtes de to andre brødre tilbage til hjemmet, hvorpå Borch alene fortsatte rejsen gennem Sydfrankrig til Italien. Som en fremragende videnskabsmand vandt han alle vegne smigrende anerkendelse; især tiltaltes han af forholdene i Florents, som Medicæerne havde gjort til et sæde for videnskab og kunst.

## Embedskarriere
Efter at have besøgt Rom, Neapel og mange andre stæder vendte Borch endelig over Tyskland og Holland i slutningen af 1666 tilbage til sit ventende professorat i København. Hans virksomhed udvidedes dog strax ud over dette, da kong Frederik III, der som bekendt selv var en elsker af videnskaberne, 21. juni 1667 tillagde Kammerkollegiet følgende ordre: «Vider, at vi naadigst have antaget os elskelige Dr. Oluf Borch at være vores Medicus regius og særdeles ved Experiens flittelig udforske Metallernes Natur og grundeligen eftersøge, hvad sikker Nytte de udi Lægedom og did henhørende Beskaffenheder haver, og hvorledes de nytteligere, end ordinarie sker, kan bruges, og os underdanigst det berette og deklarere.» Kammeret skulde i den anledning udfærdige hans bestalling og sørge for hans løn.
Lønningsvæsenet var i Frederik III's og hans nærmeste efterfølgeres tid et svagt punkt. Borch måtte vistnok derfor prise sig lykkelig, da der 1669 blev anvist ham den umiddelbare oppebørsel af «Korntienden, Smørredningen og Tiendeost med Ledingen af Raabygdelagets Fogderi udi Agdesidens Len» i Norge, skjønt slig oppebørsel med tilhørende afsætning af varerne naturligvis havde sine vanskeligheder, når vedkommende beneficiarius var langt fjærnet fra stedet. Skjønt stærkt sysselsat med lægepraxis og flittig i sit mangesidige akademiske kald som professor i filologi, medicin, botanik og kemi, med en dertil knyttet vidtløftig litterær og administrativ virksomhed, overtog Borch dog 1681 tillige bestyrelsen af universitetets bibliotek og 1686 pladsen som assessor i Højesteret. 1689 fik han titel af kancelliråd.
Så stort et navn Borch i sin tid havde som videnskabsmand, så har dog intet i højere grad givet ham krav på eftertidens ihukommelse end den stiftelse for studerende, som han grundede. Da han var ugift—om anledningen hertil fortælles forskjellige sagn—og særlig ved sin lægepraxis havde erhvervet en for sin tid betydelig formue, besluttede han sig nemlig i de sidste år af sit liv til at grunde et kollegium, hvor et vist antal studerende kunde have lejlighed til en forholdsvis sorgfri syslen med videnskaberne. Til den ende afkøbte han universitetet en af dets professorresidenser i Store Kannikestræde; denne lod han nedrive og på grunden opføre en for sin tid anselig bygning, der kunde afgive bolig for 16 studenter og en større sal, bestemt til akademiske øvelser.
Til kollegiet, som han selv ønskede kaldt Collegium Medicæum, men som eftertiden nævnede efter dets stifter, testamenterede han desuden sit bibliotek og sine naturvidenskabelige samlinger samt en kapital på 24000 Rdl., hvoraf renten skulde anvendes dels til Stipendier for Kollegiets alumner, dels til vedligeholdelse af bygningen. Det hele var ordnet med så megen omhu, at skjønt Borchs Kollegium tvende gange har været lagt i aske, hvorved biblioteket og samlingerne ere gåede til grunde, så består det dog endnu væsentlig usvækket i sin virksomhed og har i de henrundne tider ydet en kjær ungdomsbolig for mange, der siden have vundet et godt navn i kirkens, skolens og statens tjeneste.
Efter længere tids lidelser af stensmerter og en mislykket operation døde Borch 13. oktober 1690. Hans karakter berømmes højlig af hans samtidige. Med en ualmindelig videnskabelig iver forbandt han en retsindig tænkemåde, en oprigtig kristentro, et godt hjærte og en hånd, der var åben for andres nød. Hans akademiske stiftelse vil forhåbentlig bevare hans minde til de sildigste tider.

## Forfattervirksomhed

### Leksikografiske arbejder
Som filolog erhvervede Oluf Borch sig et så stort navn, at han regnedes blandt datidens ypperste latinere. Hans første filologiske arbejde, som udkom, mens han var lærer ved vor Frue Skole, var Parnassus in nuce (1654); det var en slags leksikalsk håndbog i latinsk prosodi, sammensat af en række fra forskellige latinske forfattere hentede versus memoriales, hvori de ord forekom, hvis kvantitet han anså det for hensigtsmæssigt at angive, fordi den ikke kunne udledes af almindelige regler. Hans hensigt med bogens udgivelse var at jævne vejen for dem, der gerne ville befatte sig med at skrive latinske digte, men skræmmedes derfra ved prosodiens vanskelighed; og det var hans håb, at den latinske digtning nu også ville blomstre op i Danmark, for at tidsalderen end mere "kunde komme til at ligne det berømte Augusti seculum, som den ellers lignede i saa mange andre Henseender". I fortalen priser han latinen som det ypperste sprog, "hvis Dyrkning i højeste Grad tilraades af de uendelige Fordele, det yder paa alle Musernes Kamppladser; thi det er lige saa nyttigt for den lærde, som Køllen var det for Hercules. Men det kan ikke bibringes eller tilegnes ret uden Kjendskab til Digtningen ...; og vel kan den lærde Stat bestaa uden Poesien, men den bliver da som Himlen uden Stjærner, som et Legeme uden Sjæl."
I sin professortid udgav han dernæst en række filologiske skrifter, af hvilke her først nævnes de grammatisk-leksikalske. Han sluttede sig i disse nærmest til den hollandske filolog Gerhard Johann Vossius og tyskeren Caspar Schoppe (Scioppius) i deres kamp mod det med barbarismer fyldte latin, som man da talte og skrev. En hovedgrund til den slette latinitet så vel som også til manglerne i Voss' og Schoppes arbejder fandt han i de indtil da fremkomne leksikas store ufuldstændighed og fejlfuldhed; herom handlede hans Dissertatio de lexicis Latinis (et Graecis) (1660), som efter en fremstilling af leksikografiens historie gav en anselig række tillæg til Voss' skrift de vitiis sermonis Latini.
1675 kom så hans hovedarbejde: Cogitationes de variis lingvæ Lat. ætatibus, dediceret til Peder Griffenfeld, "magnus Atlas patriæ". I dets læseværdige indledningsparti berigtiger han Schoppes Deling af det latinske sprog i perioder og de forskellige forfatteres henførelse til de forskellige perioder; hovedpartiet optages af tillæg og forbedringer til Voss' ovennævnte skrift og indeholder rige bidrag til latinsk leksikografi, indsamlede ved en vidt udbredt læsning af de latinske forfattere, hvorved det dog hist og her skorter ham noget på en tilstrækkelig skarp kritik, ligesom også adskilligt er opfattet urigtig. Skriftet foranledigede tyskeren Christopher Keller (Cellarius), der et par år efter udgav sin Anti-barbarus, til at skrive sine Curæ posteriores de barbarismis et idiotismis sermonis Latini, hvori han med benyttelse af Borchs arbejde, som han højlig roste, rettede flere af sine tidligere påstande; dog opponerede han på flere punkter mod Borch, som derved bevægedes til 1682 at skrive sin Dissertatio de curis post. Cellarii, hvori han dels forsvarede sig, dels tilføjede en række nye leksikalske bemærkninger som tillæg til Cellarius' arbejder. Dette skrift udkom også samme år under titelen Analecta ad Cogitationes de lingva Lat., forenet med et par mindre afhandlinger.
Sidst i denne række kan nævnes hans tale ved en baccalaureuspromotion 1686 de studio puræ Latinitatis, hvori han sidste gang slår et drabeligt slag for sit så kære og højt priste latin imod barbarismen.
Alle disse skrifter fortjene at roses, ikke alene for deres indhold og sprogform, men også for den mønsterværdige høflighed i polemikken, han altid iagttager over for sine modstandere, i det han, som han også siger, stadig holder sig for øje, at hine som han selv stræber mod det ene og samme mål, sandhedens erkendelse.

### Historiske arbejder
En anden række arbejder af ham kommer ind på filologiens historiske side. Her må først nævnes hans Conspectus præstantiorum scriptorum Latinæ lingvæ (1679 og mange gange senere), en til skolebrug bestemt, kortfattet litteraturhistorie, en mærkelig og for sin tid fortræffelig bog, hvis metode endnu fortjener at påagtes, mens vor tid selvfølgelig vil finde ikke lidt at udsætte på enkelthederne deri. Han omtaler kun de latinske skribenter, af hvem der er bevaret værker, og henfører dem til 4 ætates (tidsaldre), nemlig aurea (guldalderen) fra 218 f.Kr. til 14 e. Kr., argentea (sølvalderen) til 117 e.Kr., aenea til 410, hvorefter så følger ferrea et fictilis til hen imod middelalderens slutning, behandlet i største korthed; fyldigere tales der især om skribenterne fra de to første ætates, med angivelse af deres levetid og af og til en lille biografisk notits samt opregning af deres hovedarbejder, med en karakteristik af deres fortrin og fejl i stil og stofbehandling, givet med oldtidsforfatteres ord, hvor dette lader sig gøre, samt med påvisning af den nytte, de kunne yde nutidslæsere, dels som stilistiske mønstre, dels fra indholdets side, særlig i moralsk henseende; endelig tilføjes gerne smånotitser om de bedste udgaver af dem.
Hertil slutter sig det mere lærde værk: Septem dissertationes academicæ de poëtis (1676-81; udgivet samlede i Frankfurt 1683); de 2 første handler (efter en indledning om digtning og digtere i almindelighed) om de græske digtere til ned i den byzantinske tid, de 2 følgende om latinske digtere til ned i middelalderen, de 3 sidste om dem, der siden renæssancen og lige til hans egen tid i de forskellige lande (sidst Danmark) har befattet sig med latinsk digtning, dog således, at også hist og her digterværker i de nyere sprog berøres. Metoden ved omtalen af de enkelte digtere er i det væsentlige den samme som den i Conspectus, men bemærkningerne er her fyldigere; særlig kan det mærkes, at han ynder at anføre små prøver af de enkelte digtere, helst sententiøse steder og moralvers. Hans historiske kritik ved oldtidsdigterne har sine store svagheder; i øvrigt er det et interessant arbejde.
Endnu må nævnes hans Dissertationes sex de antiqva urbis Romæ facie (1683-87), en topografi af det antikke Rom med mange indstrøede antikvariske og historiske bemærkninger; endelig en lille afhandling de oraculis antiqvorum (fra 1682, i hans Dissertationes academicæ, udgivet af Søren Lintrup i 2 bind, 1714-15), hvor han hylder opfattelsen af oraklerne som djævelens værksteder, for øvrigt et ubetydeligt arbejde.

### Filologisk teori
Sin almindelige sprogbetragtning har han fremstillet i en Dissertatio de causis diversitatis lingvarum (1675). Han antager, at der oprindelig var ét sprog, givet menneskene af gud og således beskaffent, at der i det var den nøjeste overensstemmelse mellem ordene som tingenes billeder og tingene selv, men udviklet videre af menneskene ved den dem givne evne til selv at opfinde ord, som da fælles vedtægt påtrykker deres betydning. Adskillelsen mellem og udviklingen af flere forskellige sprog begyndte ved den babelske forvirring, og ursproget bevaredes derefter rent kun hos hebræerne, mens de øvrige folk blot beholdt enkelte dele deraf, hvorfor der også i alle sprog findes enkelte ord beslægtede med de hebraiske; men ellers har disse øvrige folk selv måttet udvikle deres sprog, der da er blevet forskellige fra hinanden og har fjernet sig fra grundsproget i samme forhold, hvori folkene under adspredelsen har fjernet sig i rum og tid fra det punkt, hvor adskillelsen begyndte.
Han anfører dernæst flere grunde til udviklingen af sprogenes forskellighed: de forskellige klimatiske forhold, hvorunder folkene levede, med den dermed følgende forskel i levemåde, som påvirkede taleorganerne; den forskellige opfattelse og gengivelse af de fra tingene udgående lyd (thi onomatopoietika spiller en stor rolle i denne sprogbetragtning); lyst til forandring og skødesløshed i bevarelsen af det overleverede; folkenes indvirken på hinanden ved de forskellige måder, hvorpå de kommer i berøring med hinanden, ved krige, handel, ægteskabsforbindelser, indvandring, naboskab osv. Meget er her uklart, og betragtningen i sin helhed kan nutiden ikke gå ind på; men der fremsættes ret interessante tanker og på en tiltalende måde.

### Kemiker
Af Oluf Borchs kemiske skrifter er de omfangsrigeste også de, som har vakt størst almindelig opmærksomhed, hans bidrag til kemiens historie, især: De ortu et progressu chemiæ (1668) og Hermetis, Ægyptiorum et chemicorum sapientia (1674). I disse søger han at bevise så vel alkymiens værd over for dens modstandere, især polyhistoren Hermann Conring, som dens høje ælde. Men han viser i disse skrifter langt mere skarpsindighed og belæsthed end skarp kritisk sans, om det end må indrømmes, at hans selvstændige undersøgelser af græsk-alexandrinske manuskripter på udlandets store biblioteker har bragt værdifulde bidrag til kemiens ældste historie.
Som praktisk kemiker optræder han derimod i Docimastice metallica (1677), et værk, der blev oversat på flere sprog, og som giver en for hans tid klar og temmelig fuldstændig metode til undersøgelse af de vigtigste metalmalme, men desuden og især i en mængde mindre afhandlinger i Thomas Bartholins Acta medica, afhandlinger, der viser, at han har været en dygtig eksperimentator, en skarp iagttager, og at han har haft et omfattende kendskab til sin tids praktiske kemi. I disse arbejder optræder Borch kun som empiriker; teoretiske spekulationer over betydningen af forsøgene erklærer han hyppig, at han ikke vil indlade sig på. Der er bemærkelsesværdige ting i disse afhandlinger, som vel fortjente at gøres til genstand for et nøjere studium.

### Lægevidenskaben
Oluf Borch var ingen genial forsker, og store opdagelser eller opstilling af nye betydningsfulde synspunkter knytter sig ikke til hans flittige virken på lægevidenskabens område. Det beror også på en fejltagelse, når E.F. Koch i sin monografi over Borch (og derefter forskellige andre forfattere) vindicerer ham den vigtige opdagelse af tårekirtlernes udførselsgange og tåreafsondringens betydning. Opdagelsen er gjort af Steno i Leiden, mens Borch opholdt sig her og tog del i sin store landsmands anatomiske forskninger, hvorfor den første meddelelse om opdagelsen skyldes Borch i et brev til Thomas Bartholin . Det fremgår med afgjort tydelighed af brevet, at Borch ikke gør det mindste krav på at være end ikke medopdager.
Men for øvrigt skylder dyreanatomien Borchs utrættelige flid adskillige oplysende bidrag, ligesom han også anvendte sine udstrakte botaniske og kemiske studier til bedste for lægevidenskaben og lægekunsten. Som ivrig talsmand for den nye kemiatriske retning virkede han for indførelse af denne retnings mineralske og metalliske midler i lægekunsten, og han har ligeledes beriget lægemiddellæren med forskellige plantedroguer, således islandsk mos.
Lægemidlerne og deres anvendelse ofrede han bestandig en særlig interesse, og på sin store studierejse var han, som det tydeligt fremgår af hans dagbog, altid meget ivrig for at notere berømte fremmede lægers vidtløftige receptformler. Det sidste større skrift, Borch udgav, var en populær lægebog (De usu plantarum indigenarum in medicina, 1688) med udførlige anvisninger til at helbrede de almindelige sygdomme ved hjælp af indenlandske planter. Skriftet blev hurtig oversat fra latin både på tysk og dansk og har vistnok haft en ikke ringe praktisk betydning. At han ikke blot var en meget afholdt og anset, men også en ivrig forskende praktisk læge, derom vidner de meget talrige kasuistiske meddelelser, han har givet i Thomas Bartholins lægevidenskabelige tidsskrift Acta medicina, og som universitetslærer tog han sig med samme nidkærhed af medicinen som af sine øvrige lærefag.
I hans akademiske dissertationer er flere vigtige lægevidenskabelige emner behandlede; således findes der en udførlig afhandling om smitsomme sygdomme, hvilken dog heller ikke synes at indeholde noget væsentligt nyt, men i det mindste på de fleste punkter følger den noget ældre dygtige monografi over emnet af Fracastorius, en berømt italiensk læge, der ligesom Borch også gav sig meget af med digtekunst.
- Mindetavle på Den gamle Domskole i Ribe